# Poecilomigas abrahami
Espèce
Synonymes
- Moggridgea abrahami O. Pickard-Cambridge, 1889
- Moggridgea tidmarshi Lenz, 1889
- Moggridgea stauntoni Pocock, 1902
- Poecilomigas pulchripes Simon, 1903

Poecilomigas abrahami est une espèce d'araignées mygalomorphes de la famille des Migidae.

## Distribution
Cette espèce est endémique d'Afrique du Sud. Elle se rencontre au KwaZulu-Natal, au Cap-Oriental et au Cap-du-Nord.

## Description
Les femelles mesurent de 6,13 à 21,33 mm et les mâles de 7,33 à 8,40 mm.

## Étymologie
Cette espèce est nommée en l'honneur de Nendick Abraham.

## Publication originale
- O. Pickard-Cambridge, 1889 : On some new species and a new genus of Araneida. Proceedings of the Zoological Society of London, vol. 1889, p. 34-46 (texte intégral).